# Distretti elettorali della Namibia
I distretti elettorali della Namibia sono l'ambito di riferimento territoriale, interno a ciascuna delle 13 regioni, funzionale all'elezione dei consiglieri regionali; rappresentano altresì una suddivisione rilevante sotto il profilo geografico.
Ciascun distretto dispone di un singolo consigliere; il più popoloso è il Walvis Bay Urbano, mentre il meno abitato è il Walvis Bay Rurale, entrambi nella regione degli Erongo.
Nel 1992 vennero creati 95 distretti, successivamente aumentati a causa dell'incremento della popolazione.

## Elenco distretti

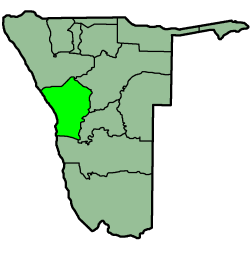
Mappa

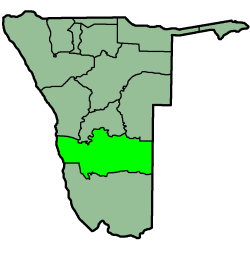
Mappa

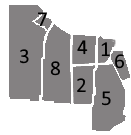
Mappa

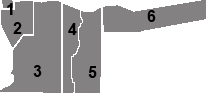
Mappa

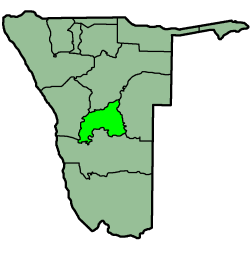
Mappa

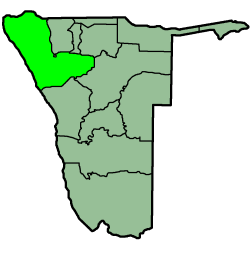
Mappa

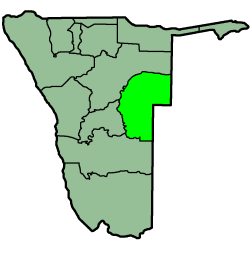
Mappa

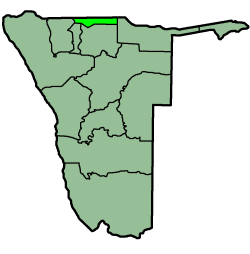
Mappa

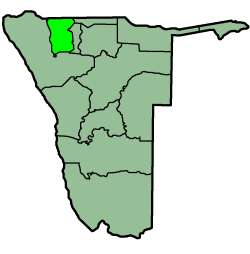
Mappa

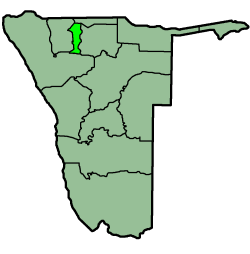
Mappa

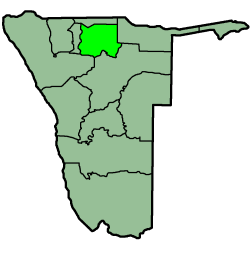
Mappa

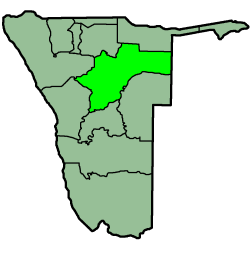
Mappa

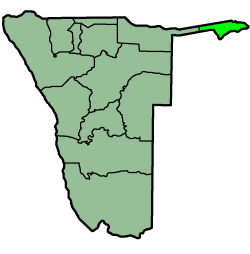
Mappa

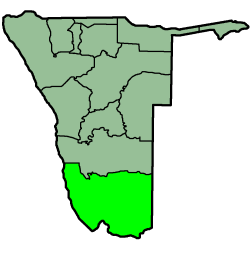
Mappa

Erongo
- Omaruru
- Karibib
- Dâures
- Arandis
- Swakopmund
- Walvis Bay Rurale
- Walvis Bay Urbano

Hardap
- Gibeon
- Rehoboth Rurale
- Rehoboth Urbano Ovest
- Rehoboth Urbano Est
- Mariental Urbano
- Mariental Rurale

Kavango Occidentale
- Kapako
- Mankumpi
- Mpungu
- Musese
- Ncamangoro
- Ncuncuni
- Nkurenkuru
- Tondoro

Kavango Orientale
- Mashare
- Mukwe
- Ndiyona
- Ndonga Linena
- Rundu Rurale
- Rundu Urbano

Khomas
- Katutura Centrale
- Katutura Est
- Khomasdal Nord
- Moses ǁGaroëb
- Samora Machel
- John Pandeni
- Tobias Hainyeko
- Windhoek Est
- Windhoek Rurale
- Windhoek Ovest

Kunene
- Epupa
- Opuwo
- Outjo
- Kamanjab
- Khorixas
- Sesfontein

Omaheke
- Aminuis
- Epukiro
- Gobabis
- Kalahari
- Otjinene
- Otjombinde
- Steinhausen

Ohangwena
- Eenhana
- Endola
- Engela
- Epembe
- Ohangwena
- Okongo
- Omundaungilo
- Omulonga
- Ondobe
- Ongenga
- Oshikango

Omusati
- Anamulenge
- Elim
- Etayi
- Ogongo
- Okahao
- Okalongo
- Onesi
- Oshikuku
- Otamanzi
- Outapi
- Ruacana
- Tsandi

Oshana
- Okaku
- Okatana
- Okatyali
- Ompundja
- Ondangwa
- Ongwediva
- Oshakati Est
- Oshakati Ovest
- Uukwiyu
- Uuvudhiya

Oshikoto
- Eengodi
- Guinas
- Okankolo
- Olukonda
- Omuntele
- Omuthiyagwiipundi
- Onayena
- Oniipa
- Onyaanya
- Tsumeb

Otjozondjupa
- Grootfontein
- Okahandja
- Okakarara
- Omatako
- Otavi
- Otjiwarongo
- Tsumkwe

Zambesi
- Kongola
- Linyanti
- Sibinda
- Katima Mulilo Urbano
- Katima Mulilo Rurale
- Kabbe

ǁKaras
- Berseba
- Lüderitz
- Karasburg
- Keetmanshoop Rurale
- Keetmanshoop Urbano
- Oranjemund